# Adolf IV (hrabia Holsztynu)

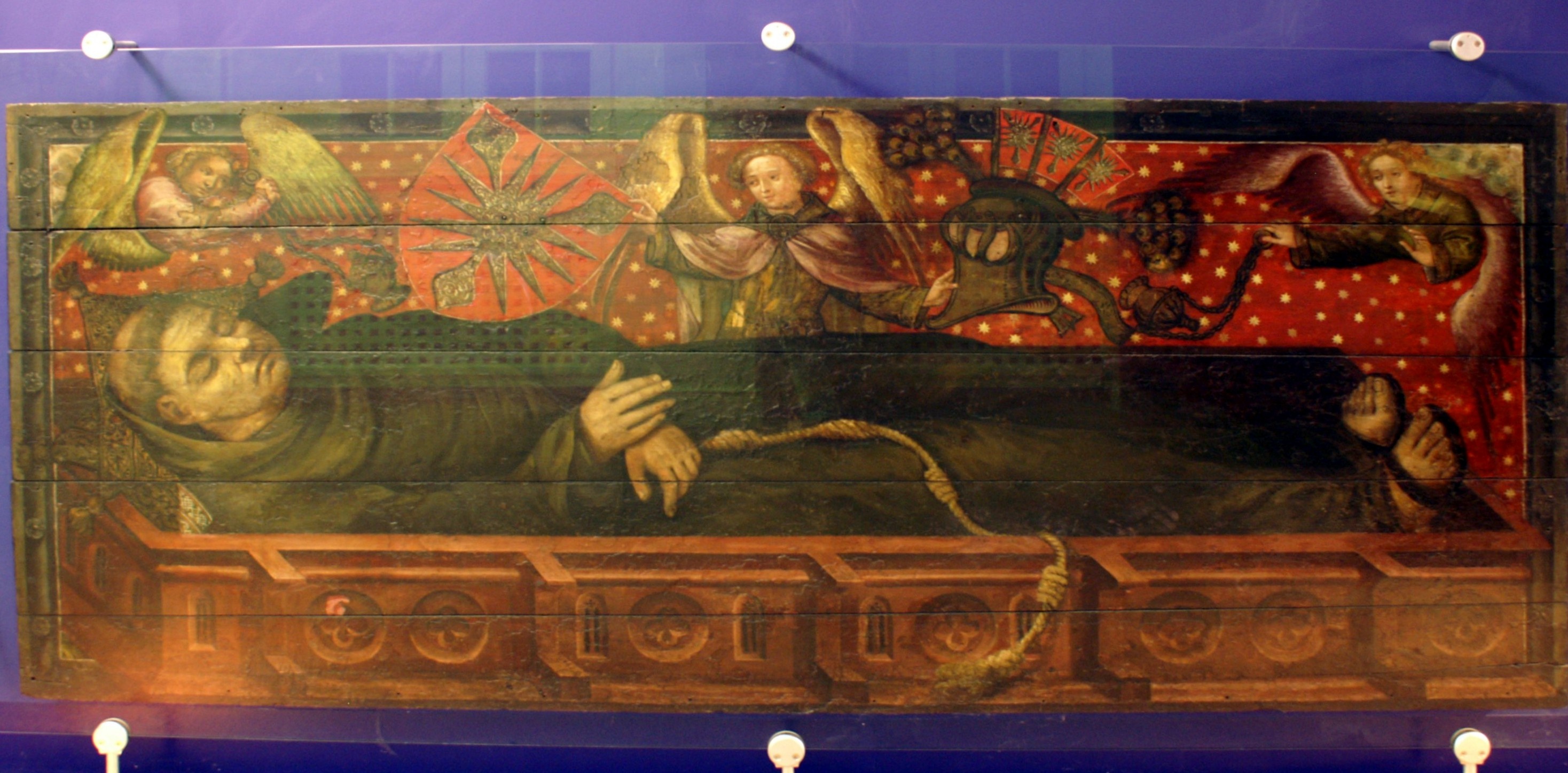
Adolf IV w sarkofagu, ok. 1450

Adolf IV (ur. przed 1205 rokiem, zm. 8 lipca 1261 roku w Kilonii) – hrabia Holsztynu od 1225 do 1238 roku.

## Życiorys
Adolf IV był synem hrabiego Holsztynu Adolfa III i Adelajdy z Kwerfurtu. Jego ojciec w 1203 roku został zmuszony do zrzeczenia się swego hrabstwa Holsztynu. Adolf IV odzyskał ojcowiznę, gdy w 1224 roku król Danii Waldemar II Zwycięski został wzięty do niewoli przez Henryka, hrabiego Schwerina – odzyskanie wolności okupił m.in. zwrotem terenów nad dolną Łabą. Adolf przypieczętował ten fakt w 1225 roku uczestnicząc w bitwie pod Mölln (gdzie pokonany i wzięty do niewoli został hrabia Holsztynu z duńskiego nadania Albrecht II z Orlamünde) i w 1227 roku pokonując na czele sprzymierzonych książąt i miast północnoniemieckich próbującego odzyskać utracone włości króla duńskiego w bitwie pod Bornhöved.
W 1238 r. Adolf wziął udział w krucjacie przeciwko Liwom, a w 1239 roku, pozostawiwszy opiekę nad swoimi niedorośniętymi jeszcze synami swemu zięciowi Ablowi wstąpił do zakonu franciszkanów w ufundowanym przez siebie jako dziękczynienie za zwycięstwo pod Bornhöved klasztorze w Hamburgu. Odbył pielgrzymkę do Rzymu, po której otrzymał święcenia kapłańskie. Ostatnie lata życia spędził w także przez siebie założonym klasztorze w Kilonii.

## Rodzina
Żoną Adolfa IV była Jadwiga, córka Hermana II z Lippe. Z małżeństwa tego pochodziło czworo lub pięcioro dzieci, w tym:
- Matylda (ok. 1225-1288), żona króla Danii Abla, a następnie regenta Szwecji jarla Birgera,
- Jan I (1229-1263), hrabia Schauneburga,
- Gerard I (1231/2-1290), hrabia Holsztynu.